# Centre national de la recherche scientifique
Centre national de la recherche scientifique poznatija pod kraticom CNRS francuska je javna istraživačka organizacija, najveća europska agencija za temeljna istraživanja.
U 2016. godini zapošljavao je 31.637 djelatnika, od čega 11.137 stalnih istraživača, 13.415 inženjera i tehničkih djelatnika te 7085 ugovornih radnika. Sjedište joj je u Parizu s administrativnim uredima u Bruxellesu, Pekingu, Tokiju, Singapuru, Washingtonu, Bonnu, Moskvi, Tunisu, Johannesburgu, Santiagu de Chileu, Izraelu i Delhiju.
CNRS je podijeljen na deset instituta:
- Kemijski institut (INC)
- Institut za ekologiju i zaštitu okoliša (INEE)
- Institut za fiziku (INP)
- Institut za nuklearnu fiziku i fiziku čestica (IN2P3)
- Institut bioloških znanosti (INSB)
- Institut humanističkih i društvenih znanosti (INSHS)
- Institut za računarstvo (INS2I)
- Institut inženjerstva i sistemskih znanosti (INSIS)
- Institut matematičkih znanosti (INSMI)
- Institut znanosti o Zemlji i astronomije (INSU)

## Vanjske poveznice
- CNRS službena stranica